# Alfred Weiss
Pour les articles homonymes, voir Weiss.
Alfred Weiss (né en 1890 à Vienne, mort en 1974 dans la même ville) est un entrepreneur autrichien, collectionneur d'art et mécène.

## Biographie
Alfred Weiss est l'un des quatre enfants d'une famille de marchands juifs viennois. Après le service militaire pendant la Première Guerre mondiale, il s'installe dans les années 1920 avec son propre commerce d'épicerie de produits issus des colonies. En plus de sa formation commerciale, Weiss va également à l'université des arts appliqués de Vienne. Après l'Anschluss en 1938, il émigre en Italie.
De retour dans sa ville natale après la fin de la Seconde Guerre mondiale, il crée une entreprise d'importation de thé et de café et de machines à café italiennes. En 1953, il acquiert le palais Auersperg, un palais très négligé et endommagé, qu'il fait restaurer par l'architecte Oswald Haerdtl. Au rez-de-chaussée, il installe l'Arabia Kaffee. Au premier étage, il dirige l'un des restaurants de café les plus élégants de Vienne.
En 1960, les fils du dernier propriétaire vendent le château Laudon à Vienne à l'archidiocèse de Vienne, qui revend la propriété à Alfred Weiss la même année. Après d'importants travaux de rénovation et d'adaptation, il exploite le château - qui comprend également un domaine agricole - comme hôtel et restaurant de luxe. À partir de 1976, les héritiers d'Alfred Weiss louent à long terme le château à la république d'Autriche, qui y installe une école administrative.
Ses deux entreprises, Arabia Kaffee-Tee-Import Alfred Weiss KG en janvier 1963 et Arabia Kaffee-Import Alfred Weiss KG en janvier 1965, obtiennent la distinction de l'État d'Autriche (de). À la fin des années 1960, Weiss rachète la société de distribution de thé et de café et de torréfaction créée en 1866 par Rudolf Schwarz ("Mikado" Kaffee- und Tee-Import Rudolf Schwarz Gmbh) et fusionne les deux entreprises qui deviennent la Vereinigte Kaffee-Grossröstereien „Arabia-Mikado“ Kaffee-Vertriebsgesellschaft m.b.H. Wien.
Alfred Weiss est consul honoraire du Salvador.
Après sa mort en 1974, ses deux filles héritent de la société qu'elles vendent en 1984 pour des raisons financières à Julius Meinl. Elles vendent le palais Auersperg en 1987 à une société immobilière.
Alfred Weiss est le grand-père d'Andrew Demmer, né à Londres en 1946, propriétaire de la société d'importation de thé basée à Vienne, Demmers Teehaus, et de la chaîne de restaurants Trześniewski.

## Source de la traduction
- (de) Cet article est partiellement ou en totalité issu de l’article de Wikipédia en allemand intitulé « Alfred Weiß (Unternehmer) » (voir la liste des auteurs).